# Tetraloniella braunsiana
Tetraloniella braunsiana är en biart som först beskrevs av Heinrich Friese 1905.  Tetraloniella braunsiana ingår i släktet Tetraloniella och familjen långtungebin. Inga underarter finns listade i Catalogue of Life.